# Aiós
Youx és un municipi francès situat al departament del Puèi Domat i a la regió d'Alvèrnia-Roine-Alps. L'any 2007 tenia 1.011 habitants.

## Demografia

### Població
El 2007 la població de fet de Youx era de 1.011 persones. Hi havia 472 famílies de les quals 172 eren unipersonals (80 homes vivint sols i 92 dones vivint soles), 160 parelles sense fills, 120 parelles amb fills i 20 famílies monoparentals amb fills.
La població ha evolucionat segons el següent gràfic:
Habitants censats

### Habitatges
El 2007 hi havia 609 habitatges, 473 eren l'habitatge principal de la família, 71 eren segones residències i 66 estaven desocupats. 574 eren cases i 33 eren apartaments. Dels 473 habitatges principals, 373 estaven ocupats pels seus propietaris, 89 estaven llogats i ocupats pels llogaters i 11 estaven cedits a títol gratuït; 5 tenien una cambra, 33 en tenien dues, 89 en tenien tres, 169 en tenien quatre i 177 en tenien cinc o més. 376 habitatges disposaven pel capbaix d'una plaça de pàrquing. A 183 habitatges hi havia un automòbil i a 197 n'hi havia dos o més.

### Piràmide de població
La piràmide de població per edats i sexe el 2009 era:
| Homes | Edats   | Dones |
| ----- | ------- | ----- |
| 0     | 95 o +  | 0     |
| 4     | 90 a 94 | 0     |
| 4     | 85 a 89 | 16    |
| 8     | 80 a 84 | 4     |
| 28    | 75 a 79 | 44    |
| 48    | 70 a 74 | 60    |
| 40    | 65 a 69 | 36    |
| 16    | 60 a 64 | 36    |
| 20    | 55 a 59 | 24    |
| 36    | 50 a 54 | 44    |
| 36    | 45 a 49 | 28    |
| 48    | 40 a 44 | 20    |
| 40    | 35 a 39 | 48    |
| 24    | 30 a 34 | 40    |
| 12    | 25 a 29 | 16    |
| 12    | 20 a 24 | 8     |
| 24    | 15 a 19 | 32    |
| 40    | 10 a 14 | 32    |
| 16    | 5 a 9   | 32    |
| 8     | 0 a 4   | 32    |

## Economia
El 2007 la població en edat de treballar era de 626 persones, 413 eren actives i 213 eren inactives. De les 413 persones actives 374 estaven ocupades (213 homes i 161 dones) i 39 estaven aturades (15 homes i 24 dones). De les 213 persones inactives 92 estaven jubilades, 44 estaven estudiant i 77 estaven classificades com a «altres inactius».

### Ingressos
El 2009 a Youx hi havia 462 unitats fiscals que integraven 985 persones, la mediana anual d'ingressos fiscals per persona era de 15.188 €.

### Activitats econòmiques
Dels 20 establiments que hi havia el 2007, 1 era d'una empresa alimentària, 1 d'una empresa de fabricació d'altres productes industrials, 6 d'empreses de construcció, 5 d'empreses de comerç i reparació d'automòbils, 2 d'empreses de transport, 2 d'empreses d'hostatgeria i restauració, 1 d'una empresa de serveis i 2 d'entitats de l'administració pública.
Dels 8 establiments de servei als particulars que hi havia el 2009, 1 era un taller de reparació d'automòbils i de material agrícola, 1 paleta, 3 guixaires pintors, 1 lampisteria i 2 restaurants.
Dels 2 establiments comercials que hi havia el 2009, 1 era una botiga de menys de 120 m² i 1 una carnisseria.
L'any 2000 a Youx hi havia 16 explotacions agrícoles que ocupaven un total de 616 hectàrees.

## Equipaments sanitaris i escolars
El 2009 hi havia 1 farmàcia i 1 ambulància.
El 2009 hi havia 1 escola maternal i 1 escola elemental.

## Poblacions més properes
El següent diagrama mostra les poblacions més properes.